# Astacilla carlosteroi
Astacilla carlosteroi är en kräftdjursart som först beskrevs av Reboreda, Wägele och Garmendia 1994.  Astacilla carlosteroi ingår i släktet Astacilla och familjen Arcturidae. Inga underarter finns listade i Catalogue of Life.